# Klášter augustiniánů (Mělník-Pšovka)
Klášter obutých augustiniánů v Mělníku-Pšovce je někdejší konvent obutých augustiniánů v Pšovce, části města Mělník. Dnešní podoba areálu je z doby barokní přestavby. Od roku 1966 je chráněn jako kulturní památka. V současné době v objektu sídlí dům pro seniory s pečovatelskou službou.

## Historie

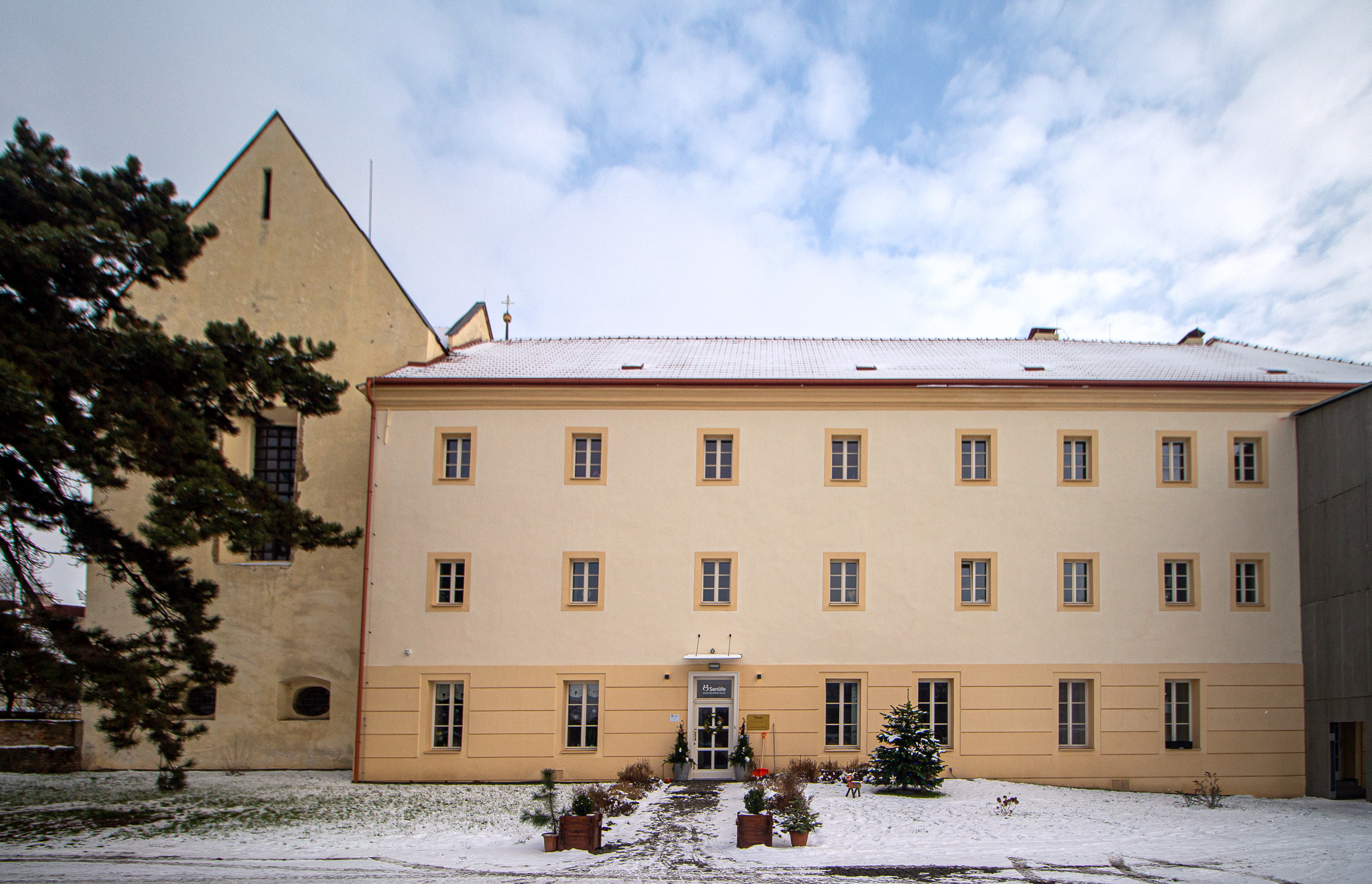
Klášter z nádvoří

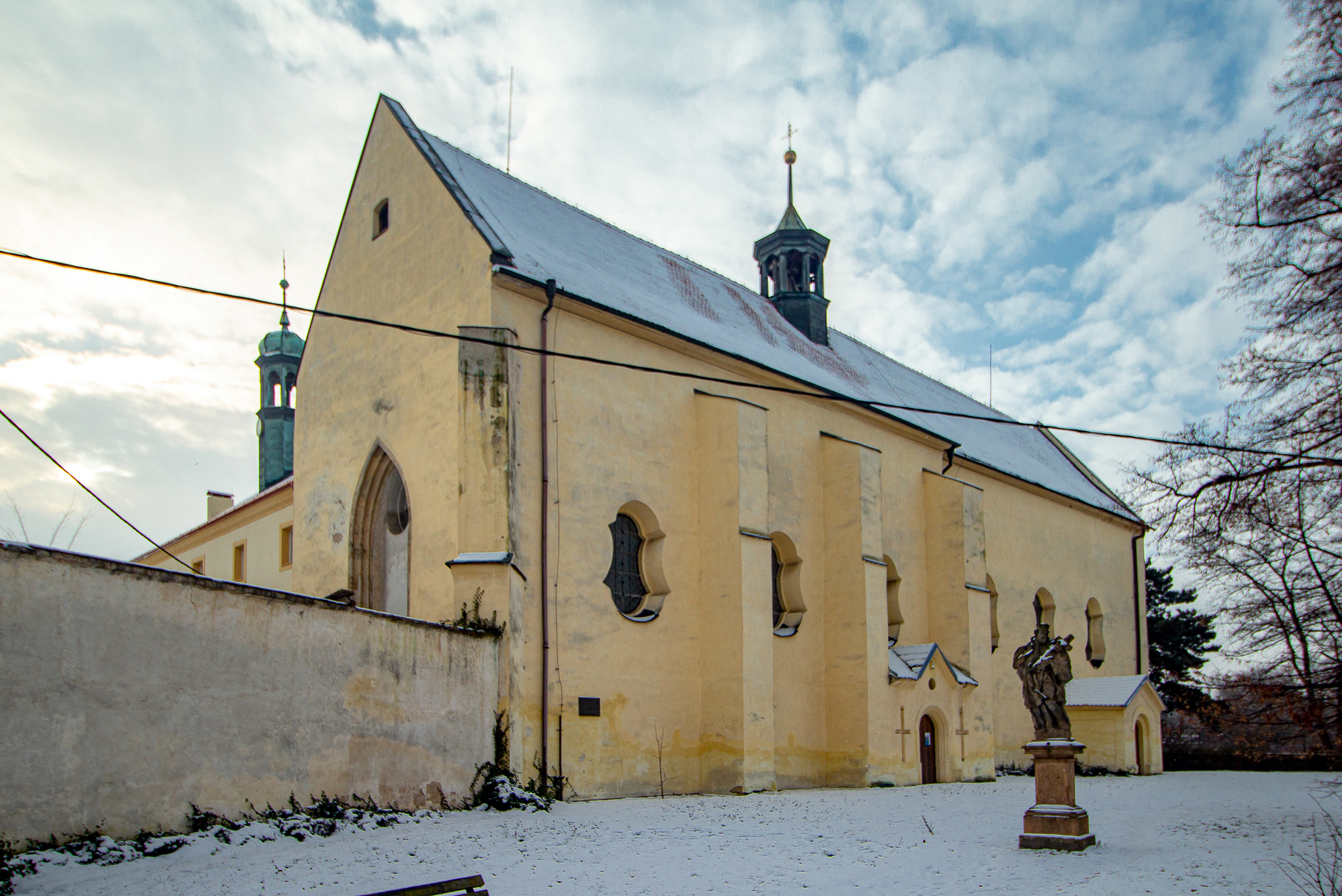
Klášterní kostel sv. Vavřince

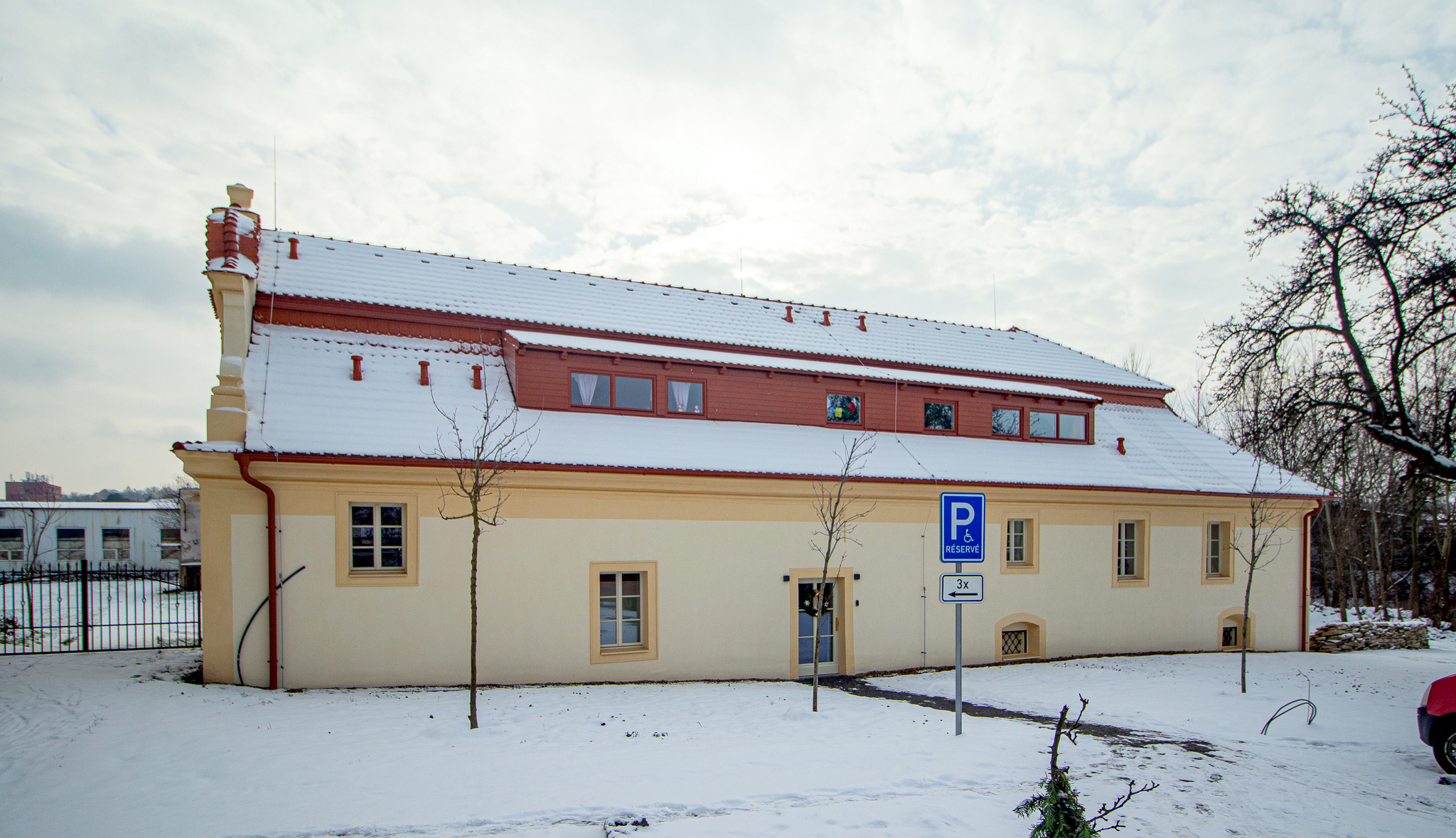
Bývalá hospodářská budova v areálu kláštera

Klášter augustiniánů byl vybudován roku 1263. Jeho donátory byli bratři Pavel z Luštěnic a Smil z Cítova. Augustiniáni sem přišli z Pivoně. Konventní kostel sv. Vavřince vysvětil biskup Jan III. z Dražic. Roku 1268 potvrdil král Přemysl Otakar II. bohaté nadání kláštera od jeho fundátora. Roku 1328 získal klášter příjmy ze Střem. Roku 1373 měl konvent spor s Mělníkem o hranice.
Dne 18. března 1421 byl klášter vypálen husity a 26 členů konventu bylo buď pobito, nebo uteklo. Řeholní život zde byl obnoven v roce 1484. Brzy však kázeň v klášteře silně poklesla. Bylo zde mnoho mnichů z Itálie. Za českého povstání proti panovníkovi získalo klášter a jeho statek město Mělník. Posledním převorem před povstáním byl od roku 1615 Gabriel z Hory Ulmy.
V roce 1619 povstalí stavové zabavili konvent jeho hmotné zabezpečení a použili ho na úhradu vojska. Areál kláštera v roce 1620 koupilo od stavů město Mělník, a řeholníci byli nuceni žít jen v několika místnostech v patře konventních budov.
Obnovy se klášter dočkal až v roce 1640. Klášter a kostel prodělaly barokní přestavbu, kdy se na výzdobě hlavního oltáře klášterního kostela podílel Karel Škréta. Řeholníci tehdy působili také v duchovní správě několika okolních farností (např. v Horní Vidimi). V roce 1789 byl klášter císařem Josefem II. zrušen. Tehdy bylo v klášteře patnáct řeholníků, kteří odešli buď do Svaté Dobrotivé u Hořovic nebo ke sv. Tomáši v Praze a do Bělé pod Bezdězem. Augustinián Marek Blažej se stal prvním farářem v Pšovce, kdy byl konventní kostel sv. Vavřince prohlášen za farní.
Od náboženské matice koupila roku 1789 klášter i statek Marie Ludmila z Lobkovic a v klášteře byly zřízeny kanceláře vrchní správy lobkovického panství Mělník. V 80. letech 20. století byla v klášteře učňovská škola.

## Domov pro seniory Senlife
V roce 2019 klášter koupila společnost Klášter Mělník s.r.o. za účelem přestavby na domov pro seniory. Provozovatelem domova seniorů se stala společnost Senlife. V říjnu 2021 získal Klášter Mělník Zvláštní cenu poroty soutěže Best of Realty.

## Architektura
Jedná se o čtyřkřídlou dvoupatrovou budovu kolem obdélného dvora s ambitem a s kostelem sv. Vavřince na severní straně. Prostory jsou v přízemí sklenuty valeně s lunetami nebo křížovou hřebínkovou klenbou. Při jižní straně kostela jsou dvě obdélné prostory, které jsou sklenuty křížovou žebrovou klenbou. Jedna z nich se stala sakristií kostela. V zachovaném čtvercovém ambitu, jehož arkády byly roku 1866 zazděny, je zachován mramorový náhrobník z roku 1574.
Kostel sv. Vavřince má zachován gotický pravoúhlý presbytář, k němuž byla přistavěna později plochostropá loď.